# Montana Tucker
Montana Tucker (Boca Ratón, Florida, 18 de enero de 1993) es una cantante, bailarina, actriz, activista y celebridad de Internet estadounidense. A los once años ganó la World Hip Hop Dance Championship y dos años después trabajó como bailarina para Ashanti y Ashlee Simpson. Como actriz, ha participado en producciones como The Bay, Holiday Twist y Killstreak. Para 2024, Tucker contaba con más de 9 millones de seguidores en TikTok y 3,1 millones en Instagram.
Tucker utiliza sus plataformas de redes sociales para abordar cuestiones como la imagen corporal, la lucha contra el acoso escolar, la denuncia del antisemitismo y la memoria histórica del Holocausto. Este interés proviene de su historia familiar; sus abuelos, Lilly y Michael Schmidmayer, sobrevivieron a Auschwitz y sus historias fueron documentadas por la Fundación Shoah. Tucker ha informado de la pérdida masiva de seguidores en Internet debido al cambio de sus contenidos hacia un apoyo activo a Israel, pero defiende la necesidad de la educación para combatir el antisemitismo.

## Primeros años
Tucker nació en Boca Ratón, Florida. Es judía y nieta de Lilly y Michael Schmidmayer, ambos supervivientes del Holocausto. Tucker ha elogiado a su abuela, enferma de Alzheimer desde hace años: «Mi abuela es una superviviente del Holocausto. Creo que de ahí he sacado mi ética de trabajo duro y la mentalidad de no rendirme nunca». Su abuelo falleció a los 97 años en 2019.

## Carrera

### Baile y modelaje
Interesada desde su infancia en el canto y el baile, asistió a uno de los talleres de Darrin Henson en Orlando, quien le recomendó mudarse a Nueva York o Los Ángeles para perseguir una carrera en la industria del entretenimiento. Tiempo después integró la compañía de hip-hop llamada Pop Stars, donde recibió formación de bailarines como Dave Scott, Shane Sparks y Wade Robson, entre otros. También recibió clases de canto de Betty Wright.
A los ocho años empezó a trabajar como modelo y apareció en vídeos musicales, programas de televisión como Barney & Friends y E-Venture Kids, y anuncios para marcas como Ovaltine, Skechers, BMW y Wendy's, entre otras. A los once años se coronó campeona en el World Hip Hop Dance Championship y dos años después trabajó como bailarina de soporte para Ashanti y Ashlee Simpson.
A los catorce años, Tucker tuvo su primera actuación en público, que fue en el partido previo a la Super Bowl de 2007.

### Actuación
Tras figurar en pequeños papeles en producciones como Lele Pons y The Bay, en 2023 apareció en la película navideña Holiday Twist, donde interpretó al personaje de Cheryl. En 2025 actuó en el filme Mob Cops junto con David Arquette y Jeremy Luke. Previamente había participado como cantante en las bandas sonoras de las películas Step Up 2: The Streets (2008) y Bring It On: Fight to the Finish (2009).

## Activismo
En junio de 2022, Tucker visitó el campo de concentración de Auschwitz con su madre para honrar el legado de su familia y documentar sus experiencias en una serie para TikTok, How To: Never Forget. La serie, vista más de siete millones de veces, se adaptó posteriormente en un documental. Un año después fue invitada a la Casa Blanca para entrevistarse con Doug Emhoff, esposo de la entonces vicepresidenta Kamala Harris.
En junio de 2023 presentó la recepción del 75 aniversario de Israel organizada por Michael Herzog, embajador israelí en Estados Unidos. Desde el ataque de Hamás a Israel del 7 de octubre de 2023, Tucker se ha unido activamente a los esfuerzos por denunciar el antisemitismo. En noviembre de ese año se dirigió a casi 300 000 personas en la Marcha por Israel, llevada a cabo en la Explanada Nacional de Washington D.C.
En 2024 publicó un vídeo en el que cantaba y bailaba junto con supervivientes de la masacre en el festival de música de Reim de 2023, junto con el conjunto de danza Lilach Friedman's Dance Ensemble. El vídeo se filmó en el lugar donde ocurrió la masacre.
Tucker produjo un documental titulado The Children of October 7, en el que entrevista a siete de las jóvenes víctimas del atentado del 7 de octubre. Una de las víctimas entrevistadas fue Eitan Yahalomi, que fue secuestrado por Hamás y liberado en el intercambio de 2023 de rehenes israelíes por prisioneros palestinos. Otra víctima entrevistada fue Rotem Mathias, quien pudo salvar su vida escondiéndose bajo el cadáver de su madre. La película, producida por Asaf Becker, se estrenó el 2 de diciembre de 2024 en el Museo de la Tolerancia de Jerusalén y contó con la presencia del presidente Isaac Herzog y de la primera dama Michal Herzog.

### Premios Grammy de 2024
Durante la gala de la edición número 66 de los premios Grammy, Tucker lució un vestido adornado con un gran lazo amarillo con las palabras «Bring Them Home» bordadas, en relación con los rehenes israelíes retenidos en Gaza. Declaró que los directivos de los premios le pidieron que no luciera el lazo amarillo porque consideraban que era una manifestación política, pero ella decidió utilizarlo de todas formas.

## Filmografía

### Cine
| Año  | Título            | Papel   | Notas        |
| ---- | ----------------- | ------- | ------------ |
| 2019 | Connie + Consuelo | Gina    | Cortometraje |
| 2024 | Holiday Twist     | Cheryl  |              |
| 2024 | Killstreak        | Montana |              |
| 2025 | Mob Cops          |         |              |

### Televisión
| Año  | Título                          | Papel    | Notas       |
| ---- | ------------------------------- | -------- | ----------- |
| 2005 | Barney: The Land of Make Belive | Serena   |             |
| 2016 | Lele Pons                       | Porrista | 3 episodios |
| 2018 | The Bay                         | Olivia   | 2 episodios |

### Bandas sonoras
| Año  | Título                           | Notas                       |
| ---- | -------------------------------- | --------------------------- |
| 2008 | Bring It On: Fight to the Finish | Canción "Candy Swirl"       |
| 2009 | Step Up 2: The Streets           | Canción "Ain't no Stressin" |